# Oberzirking
Oberzirking ist ein Ort im Machland im östlichen Mühlviertel in Oberösterreich wie auch Ortschaft der Gemeinden Mauthausen und Ried in der Riedmark im Bezirk Perg.

## Geographie
Der Ort befindet sich etwa 20 Kilometer östlich des Stadtzentrums von Linz, 7 Kilometer westlich von Perg. Er liegt am Westrand des Machlandes etwa 2 km nördlich der Donau (Donaubrücke Mauthausen), auf um die 260 m ü. A. Höhe. Naturräumlich zählt er schon zu den Südlichen Mühlviertler Randlagen. Der Ort Mauthausen liegt 1½ km südwestlich, Ried 1½ km nordwestlich.
Das Dorf Oberzirking umfasst um die 150 Gebäude mit 400 Einwohnern. Die Gemeindegrenze Mauthausen–Ried läuft hier parallel zur Donau hangabwärts und ins Machland. Dadurch gehört der Südteil, knapp 60 Gebäude mit 180 Einwohnern, als Ortschaft zu Mauthausen, der etwas größere Nordteil mit 70 Gebäuden und etwa 220 Einwohnern als eigene Ortschaft zu Ried. Zum Mauthausener Teil gehört auch das Gehöft Nachbauer westlich oberhalb.
| Ried (O, Gem. Ried i. d. R.)                                                                           |                                             | Niederzirking (O, Gem. Ried i. d. R.)         |
| Waging (O, Gem. Ried i. d. R.) Marbach (O, Gem. Ried i. d. R., Mauthausen) Nachbauer (Gem. Mauthausen) | Kompassrose, die auf Nachbargemeinden zeigt | Althart (Gem. Ried, Schwertberg, Mauthausen)  |
| | Heinrichsbrunn (Gem. Mauthausen)            | Hinterholz Reiferdorf (beide Gem. Mauthausen) |

## Name
Der Ortsname lautet beispielsweise 1391 Cyrkenaren und ist kein echter altbairischer -ing-Ort.

## Geschichte
Die ersten urkundlichen Erwähnungen von Zirking stammen aus den Jahren 1123 und 1125. Die Kirche zu Zirking ist ein hochmittelalterliches Quellheiligtum, das laut einer Weiheurkunde des Stiftes Sankt Florian von 1123 schon damals zu einer festen Kirche ausgebaut worden war.
Nach 1170 schenkte Dietmar von Aist dem Kloster Aldersbach seine Besitzung Zirking.
Der Turm zu Zirking dort, auch Hochhaus genannt, findet sich 1297 genannt. Doch entwickelte sich der Ort dazu etwas südlich, dieser ist 1335 mit 18 Häusern urkundlich. Etwas später scheint auch um Kirche und Turm eine nennenswerte Ansiedlung – wohl als Propstei – entstanden zu sein, so dass man schon im späteren 14. Jahrhundert von Ober- und Niederzirking spricht. Jedenfalls wurde Oberzirking schlechterdings Zirking genannt, wie die Mauthausener Adressen bis heute lauten.
Dieses Dorf gehört schon bei der Schaffung der Ortsgemeinden nach der Revolution 1851 zur Gemeinde Haid und kam 1938 nach dem Anschluss an Mauthausen. Erst nach dem Zweiten Weltkrieg entwickelte sich der Ort auch nördlich der Gemeindegrenze.
Während des Ersten Weltkrieges wurde zwischen September 1914 und Januar 1915 in den Ortschaften Oberzirking und Reiferdorf das 64 Hektar große Kriegsgefangenenlager Mauthausen eingerichtet, an welches der internationale Soldatenfriedhof in Mauthausen erinnert.
Die durch Zirking führende Verbindung zwischen der Donauuferbahn und der Summerauerbahn wurde 1956 stillgelegt.

## Bevölkerung
|                        | Hzgt. Bayern | (E)Hzgt. Österr. / Krld. Österr. o.d.Enns (Kthm. Österr. / Österr.-Ung.) | (E)Hzgt. Österr. / Krld. Österr. o.d.Enns (Kthm. Österr. / Österr.-Ung.) | (E)Hzgt. Österr. / Krld. Österr. o.d.Enns (Kthm. Österr. / Österr.-Ung.) | Bld. Oberösterreich (Rep. Österr.) | Bld. Oberösterreich (Rep. Österr.) | Bld. Oberösterreich (Rep. Österr.) | Bld. Oberösterreich (Rep. Österr.) | Bld. Oberösterreich (Rep. Österr.) | Bld. Oberösterreich (Rep. Österr.) | Bld. Oberösterreich (Rep. Österr.) |
|                        | 1335         | ∗1445                                                                    | 1771                                                                     | 1869                                                                     | 1951                               | 1961                               | 1971                               | 1981                               | 1991                               | 2001                               | 2011                               |
| gesamt Mauthausen Ried | –            | –                                                                        | –                                                                        | 274                                                                      | 366 248 118                        | 364 236 128                        | 358 200 158                        | ? 168                              | ? 182                              | 393 177 214                        | 399 176 223                        |
| gesamt Mauthausen Ried | 18           | 12                                                                       | 32                                                                       | 37                                                                       | 59 39 20                           | 64 39 25                           | 76 54 32                           | ? 40                               | ? 43                               | 116 55 61                          |                                    |

∗ unscharfe Angabe des Jahres

## Infrastruktur
Oberzirking liegt an der Mauthausener Straße (B123), die von der Donaubrücke bzw. vom Mauthausener Bahnhof der 1898 eröffneten Donauuferbahn ins obere Mühlviertel Richtung Pregarten führt.
Die im Ort befindliche Freiwillige Feuerwehr Zirking sorgt für den abwehrenden Brandschutz und die allgemeine Hilfe. Sie ist eine der fünf Feuerwehren der Gemeinde Ried in der Riedmark bzw. eine der drei Feuerwehren der Gemeinde Mauthausen.
Oberhalb ist ein Wasserschongebiet ausgewiesen, das zum Gesamtkonzept der Fernwasserversorgung Mühlviertel im Verbandsbereich von Mauthausen, Ried in der Riedmark und Schwertberg gehört.